# Campionatul Mondial de Handbal Masculin din 1995
A 14-a ediție a Campionatului Mondial de Handbal Masculin s-a desfășurat în perioada 7 martie-21 martie 1995 în Islanda. Echipa Franței a câștigat campionatul după ce a învins în finală echipa Croației cu scorul de 23 - 19 și a cucerit primul titlu de campioană mondială.

## Clasament final
| Poz. | Echipă        |
| ---- | ------------- |
| 1    | Franța        |
| 2    | Croația       |
| 3    | Suedia        |
| 4    | Germania      |
| 5    | Rusia         |
| 6    | Egipt         |
| 7    | Elveția       |
| 8    | Cehia         |
| 9    | Belgia        |
| 10   | România       |
| 11   | Spania        |
| 12   | Coreea de Sud |
| 13   | Cuba          |
| 14   | Islanda       |
| 15   | Tunisia       |
| 16   | Algeria       |

## Legături externe
- en  Campionatul Mondial din 1995 la Federația Internațională de Handbal